# Troitsybocht
De Troitsybocht (Russisch: бухта Троицы; boechta Troitsy) is een bocht in het noordelijk deel van de Kitovybaai, waar zich verder nog de Vitjazbocht bevindt. De Kitovybaai is de benaming voor het noordelijk deel van de Posjetbaai, die weer onderdeel vormt van de Baai van Peter de Grote van de Japanse Zee. De bocht wordt aan zuidwestzijde half omsloten door het schiereiland Zaroebina. De baai varieert in diepte van minder dan 5 meter aan de kust tot ruim 20 meter aan de zuidelijke monding in de Posjetbaai.
Aan westzijde van de baai ligt de plaats Zaroebino en aan oostzijde de plaats Andrejevka. Langs de noordwestelijke en -oostelijke kusten lopen wegen naar beide plaatsen en een spoorweg naar Zaroebino.
De bocht werd in 1862 aangedaan door een expeditie onder leiding van luitenant-kolonel Vasili Babkin, die het vernoemde naar de christelijke drie-eenheid, daar ze de bocht op de religieuze feestdag ter ere daarvan ontdekten. In 1888 werd de baai aangedaan door het korvet Vitjaz onder leiding van admiraal Stepan Makarov, die hydrografische metingen liet uitvoeren in de baai.